# Agustín Fernández de Velasco
Agustín Fernández de Velasco y Bracamonte (Madrid, 1 de novembre de 1669-24 d'agost de 1741) va ser un noble castellà, X duc de Frías i gentilhome de cambra i sumiller de corps dels reis Carles II i Felip V.
Fill de Pedro Fernández de Velasco, segon marquès del Fresno, i d'Antonia de Bracamonte, comtessa de Peñaranda. Va esdevenir hereu d'ambdues cases nobiliàries per la mort dels seus pares i, a més, va esdevenir duc de Frías per la mort el sense successió del seu oncle Bernardino Fernández de Velasco, el 1727. Amb hàbit de l'Orde d'Alcántara el 1694, va ser comanador de la localitat de Portezuelo. D'altra banda, a la cort va ser gentilhome de cambra de Carles II i Felip V, i sumiller de corps del darrer, càrrec que va exercir fins a la seva mort a mitjans de 1741. En l'àmbit familiar, es va casar amb Manuela Pimentel, filla dels comtes de Benavente, i va tenir tres fills: Bernardino, Martín, ambdós ducs de Frías, i María.